# Fehér Ferenc (gyáros)

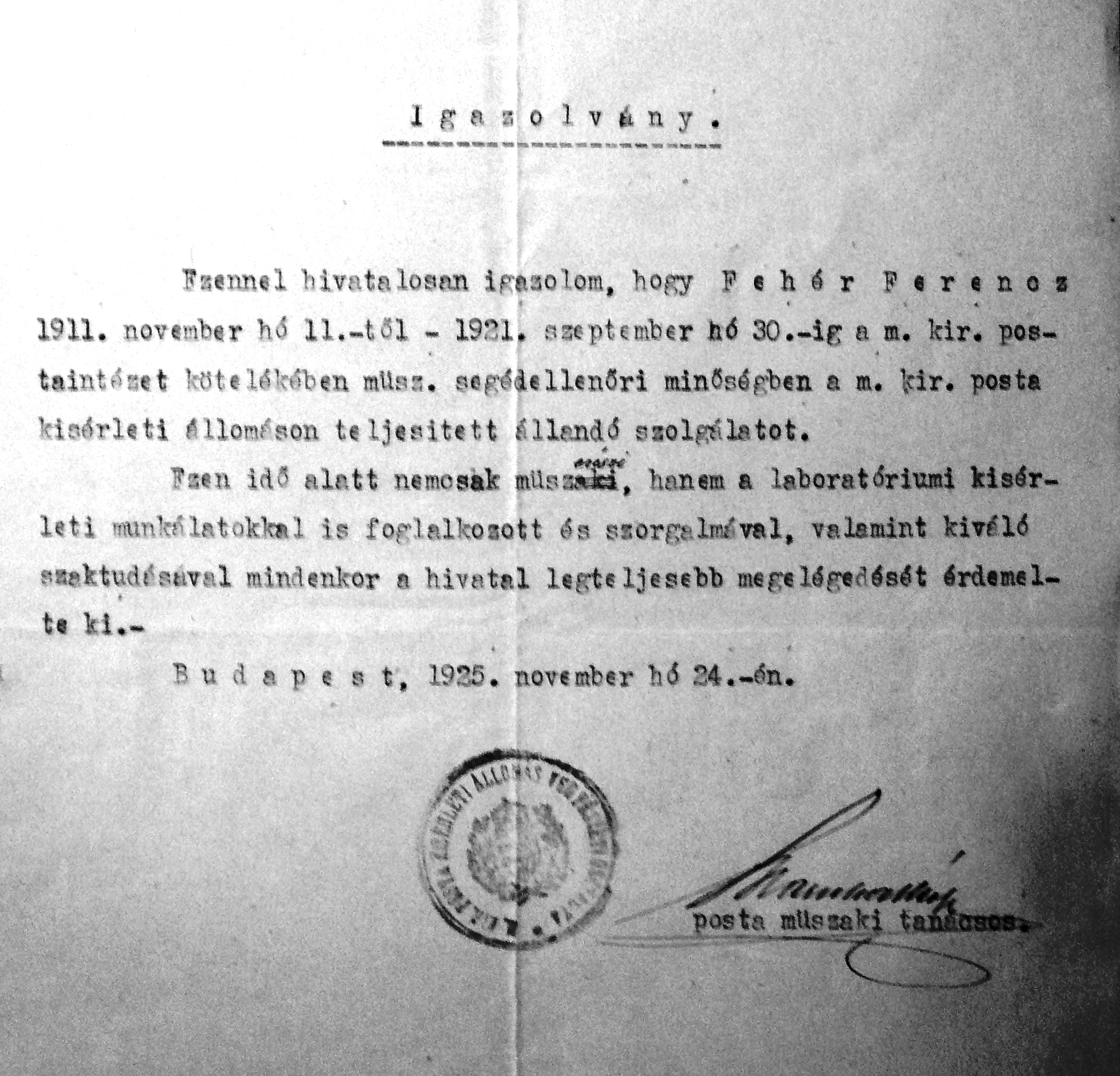
Fehér Ferenc igazolása a Magyar Királyi Posta Kísérleti Állomásától

Fehér Ferenc (Budapest, 1889. április 1. – Budapest, 1968. december 24.) vállalkozó, gyártulajdonos a magyar finommechanikai ipar kifejlesztésének egyik elismert szakembere. A Kispesten 1948-ban államosított Fehér Ferenc Elektromos Finommechanikai Készülékek Gyárának alapítója.

## Életrajza
Sperl Róza és Fehér József  kistisztviselő 8. gyermekeként született. Az elemi és a középiskola elvégzése után 1904-ben az Egger B. és Tsa céghez műszerész tanulónak szerződtették. Felszabadult műszerész segédként 1908-ig az újpesti Egyesült Izzóban távíró készülékek készítésével foglalkozott, és néhány hónapos különmunkájával összegyűjtött kis jövedelmével a német származású művezetőinek tanácsára műszaki továbbképzésre két munkatársával Németországba utazott. Rövidesen alkalmi munkák után sikerült elhelyezkedni műszerészként a berlini Elektrizitét Werkénél, majd másfél év után a Bergmann Elektrizitét Werkénél 1910 végéig műszaki rajzolóként dolgozott. Ez alatt a Berlini Technikum esti tanfolyamain tanulva, technikusi képesítést kapott. Svájcon keresztüli kalandos utazás után hazatérve 1911-ben fél évig az Egyesült Izzóban vállalt munkát, majd a Posta Kísérleti Állomáson az elektromos és a kémiai osztályon dolgozott műszaki segédellenőri munkakörben. A 10 év alatt itt végzett kutatási munkákkal az anyagvizsgálatok mérőberendezéseinek használatával széles körű szakmai ismereteket szerzett. Itt szerkesztette meg a Hughes távírógép lapraíró típusát. Az elkészített mintapéldánynak már a továbbfejlesztésére azonban, -az időközben megjelent korszerű Siemens gyors távírók bevezetésével nem volt időszerű.
1920-ban hosszas betegsége miatt nyugdíjaztatását kérte. 1920-ban megnősült és 1921-ben megszületett Ferenc nevű fia (1921-2019). Rövid ideig egy társas vállalkozásba kezdett, melyet 1922-ben megszüntette. Kiváltotta műszerészmester igazolványát és megnyitotta első kis alagsori műhelyét a Murányi utcában.A cég a „Fehér Ferenc Precíziós Mechanikai és Gépműhelye” néven került bejegyzésre a Budapesti Törvényszéknél. Itt elsősorban az első világháborúban megsérült nyomdaipari-, (számozógépek, perforáló szerszámok) gyógyszergyári gépek, pasztillázó szerszámok valamint intézetek meghibásodott laboratóriumi eszközök, műszerek, fényképező- és mozigépek javítását végezték.
Fehér által szerkesztett szalagperforáló géppel megoldódott a Lyno-típusú szedőgépek perforált hazai papírszalaggal való ellátása. Sokirányú szakmai ismeretével az 1920-as évek nehéz gazdasági helyzete mellett is fejleszteni tudta műhelyét. 

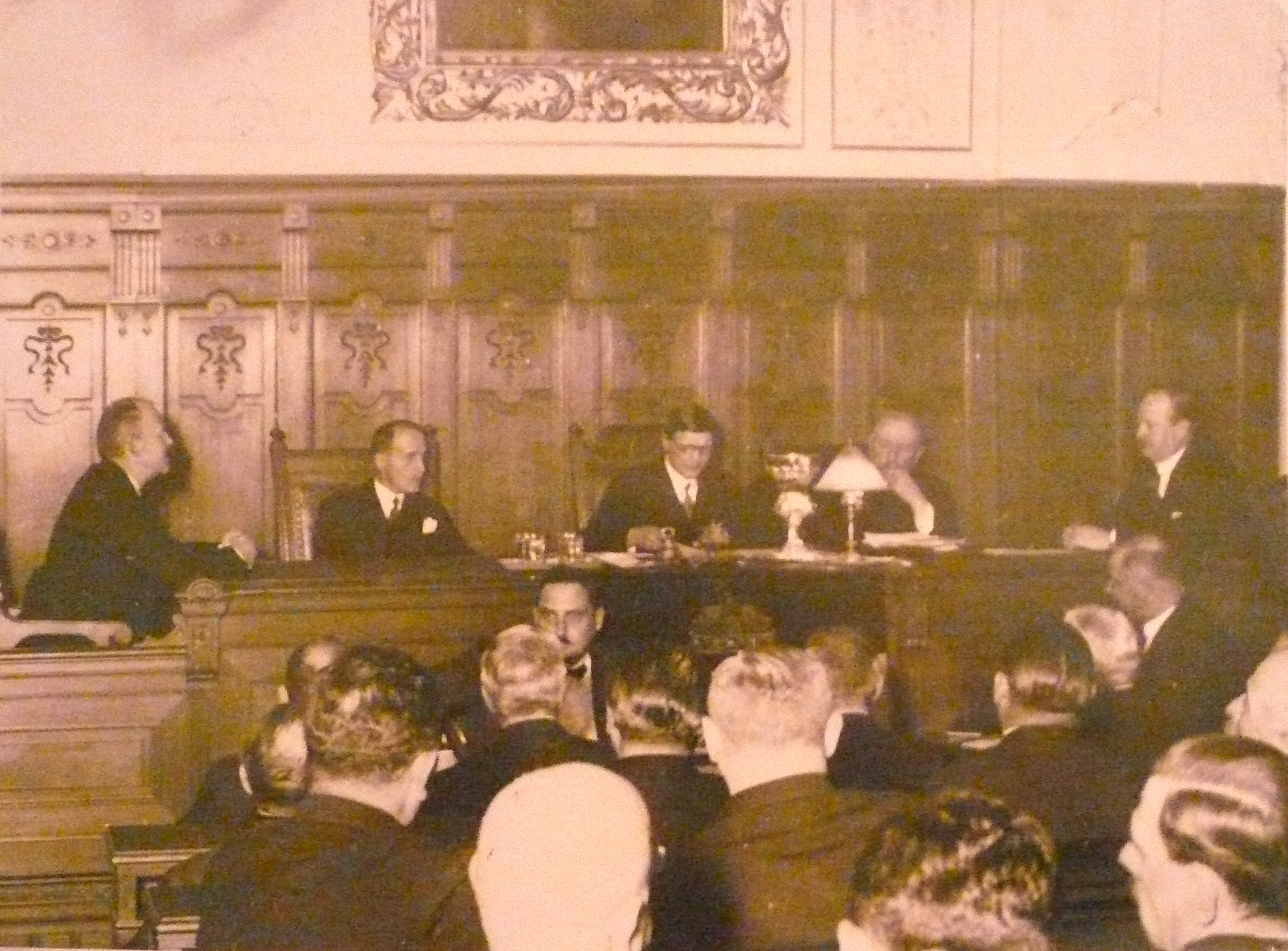
Székelnök: Fehér Ferenc

Fehér Ferenc 1922-ben belépett a Budapesti Villanyszerelők Műszerészek és Látszerészek Ipartestületébe, amelyben 15 éves tagsága alatt vizsgabiztos, székelnök és alelnökként közéleti tevékenységet folytatott. 1934-ben alelnök társai emléklapon köszönték meg jó együttműködését. Az Ipartestület 25 éves fennállásakor munkásságát oklevéllel tüntették ki. Az elektronika gyors fejlődése miatt fontosnak tartotta a hazai iparosok szakmai képzését. 1925-ben az Országos Ipari Tárlaton bemutatott kiállítását aranyéremmel értékelték. 1926. évi közgyűlésen az Országos Iparegyesület munkásságát ezüst éremmel jutalmazta.

### A kezdetek

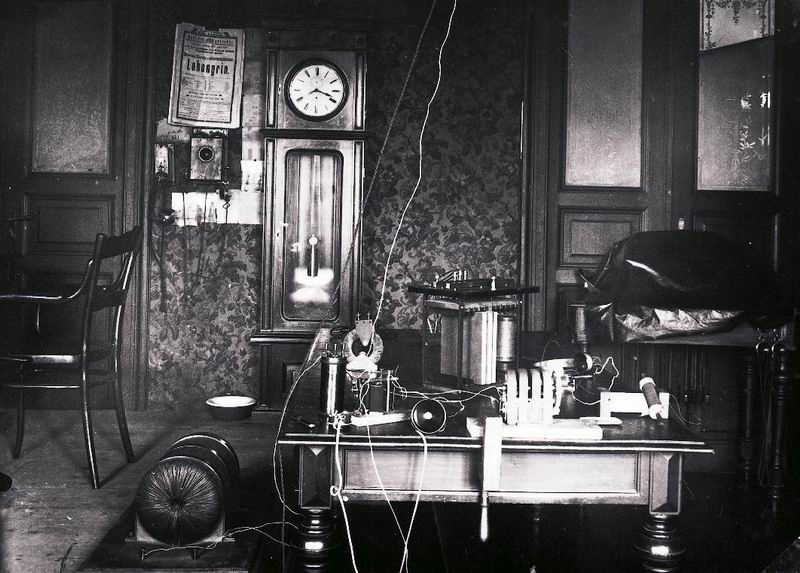
Szvetics Emil kísérleti laboratóriuma

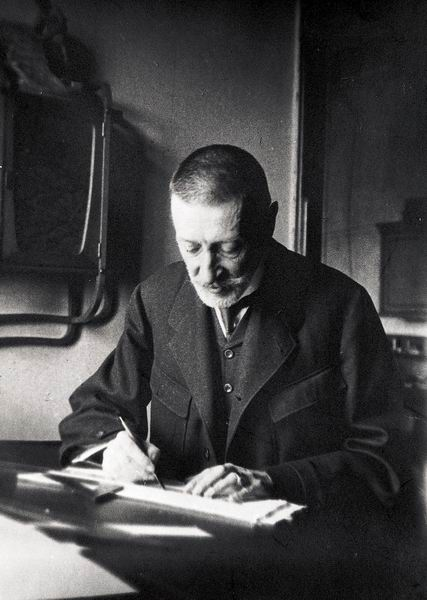
Szvetics Emil

Az 1925-ben megindult hazai rádiózás kedvező munka lehetőséget jelentett. A Posta részére mikrofonok, hallgatók, papír kondenzátorok, Deprez rendszerű mutatós műszerek és kábelmérőhidak készítésével foglalkozott. Fehér a kezdeti kristálydetektoros rádióvevők házi összeállításához kis építő szekrényeket készített.
Kapcsolatot tartott fenn az Amerikában élő Gáti Béla nyugdíjas elektromérnökkel, aki korábban a Posta Kísérleti Intézetében a főnöke volt. A nagyfrekvenciás mérésekre alkalmas szabadalmazott Gáti-féle Barréteres mérőberendezésekből Japánba és Olaszországba is szállítottak. Fehér jó szakmai kapcsolatban volt Szvetics Emil elektromérnökkel, aki akkoriban a Budapesti Telefon Hírmondó műszaki vezetője volt, és később a Rákóczi út 22. sz. alatt önálló elektrotechnikai laboratóriumot nyitott. A Posta részére mikrofonok, hallgatók, papír kondenzátorok, Deprez rendszerű mutatós műszerek és kábelmérőhidak készítésével foglalkozott
Szvetics 1926-ban történt halála után, Fehér 1927-ben az özvegyétől 10 évi részletre megvette a Szvetics műhelyét és laboratóriumát. 1928-ban a Murányi-utcai műhelyével átköltözött a Rákóczi út 22. sz IV. emeleti jól felszerelt műhelybe és laboratóriumba.
Az új műhelyben eddig a Posta részére készített papír kondenzátorok gyártását megszüntette, mert a rádiók gyártásához a nagy tételben szükséges kondenzátorok sorozat gyártásához új modern gépeket kellett volna beszerezni. Korszerű formában új függőszálas tükrös galvanométerekkel készültek a Szvetics-féle kábel mérőhidak. A Standard Villamossági laboratóriuma részére Wheatstone- Thomson mérőhidak, etalon-ellenállások, precíziós ellenállás sorozatok, kapacitás mérőhidak, hullámmérők, nagyérzékenységű függőszálas laboratóriumi műszerek készültek.
A rádióamatőrök nagyfrekvenciás méréseihez Fehér kidolgozta a Magyarországon eddig még nem gyártott thermó-keresztes műszereket. A gyengeáramú berendezésekhez a régi fémházas műszerek helyett bakelit házas új műszer típusokat kellett kidolgozni, de ezeknek a kifejlesztését és felszerszámozását,  a  külföldi nagy vállalatok (Weston, Hartmann & Braun, Siemens-Schuckert) nagy szériában gyártott, kedvező áron importálható műszerei miatt csak lassan fokozatosan lehetett kialakítani.  Ugyanakkor a külföldi cégek műszereinek javítását, hitelesítését a gyári szervizek hiányában, a Fehér laboratórium  végezte. 
A hazai készítésű műszerekhez addig a mágneseket kész megmunkált kivitelben, importból szerezték be. Gyakran gondot okozott a késedelmes szállítási és minőségi problémák miatt Fehér felvette a kapcsolatot az osztrák Böhler, Phönix-Bleckmann cégekkel. Kiutazva, azok laboratóriumaiban tanulmányozta a műszer mágnesek edzési, hőkezelési, öregbítési technológiáját és elhatározta, hogy az új műszertípusok mágneseit a külföldről beszerzett speciálisan ötvözött importált acélanyagokból a saját  üzemében fogja elkészíttetni.

### A felfutás
Szakmai körökben nagy érdeklődést váltott ki az 1928-ban szabadalmaztatott Marschalko-féle rotációs viszkoziméter, amely vegyi termékek (olajok, zsírok, festékek, bitumen stb.) 20-250 °C közötti hőfokon történő állapotának laboratóriumi pontos meghatározására szolgált. A készülék érzékeny mérőszerkezete sokoldalú finommechanikai munkát igényelt. Fehér megszerezte a készülék gyártási jogát. A hazai és külföldi szaklapokban megjelent ismertetések alapján komoly érdeklődés volt a készülék iránt. A viszkoziméterről német és angol nyelvű ismertetők ellenére, az export szállításokra a vámügyi korlátok miatt nem kerülhetett sor. Hazai megrendelésekre a MÁV, az Útügyi Intézet, a Földtani Intézet és az ásványolaj feldolgozó vállalatoknak szállítottak.
Az 1929-es gazdasági válság után az egyre fejlődő ipar szélesebb körű igényeinek ellátására a Rákóczi-úti műhelye már nem volt alkalmas. Ezért vállalatát az V. kerület Váci-út 26 számú ház helyiségeibe helyezte át, ahol gép-, finommechanikai műhelyeket, elektromos laboratóriumot, raktárt valamint műszaki irodát rendezett be.
Fehér laboratóriumában méréseket végeztek Jáky József százados kérésére, -aki a Ludovika Akadémia tanára volt- az általa javasolt ballisztikus lövedék sebességmérő berendezés kialakítására. Erre a célra egy nagy érzékenységű ballisztikus tükrös galvanométert és az aperiodikus mérésekhez különleges söntöket fejlesztettek ki.
Az eredményes belövési próbák után a későbbi években, ezt berendezést a Gamma Finommechanikai Gyár által gyártott Juhász István-féle légvédelmi lőelemképzőkhöz használták fel, amelyhez a ballisztikus tükrös galvanométert és a hozzátartozó kapcsoló berendezést a Fehér cég szállította.
1933-ban a Standard Villamossági Rt. által készített 120 KW-os Lakihegyi Adóállomás vezérlő-termébe már a cég az új bakelitházas műszer típusai kerültek felszerelésre.
A Kandó Kálmán fázisváltós szabadalmával készített nagyfeszültségű váltóáramú mozdonyokkal megkezdődött a MÁV távolsági vonalainak villamosítása. A nagyfeszültségű felső vezetékek ellenőrző mérő kocsijához Bereznai-féle regisztráló berendezés készült az áramszedő felső vezetékek belógásának és az oldalirányú eltéréseknek vizsgálatára.
A 6x9 cm-es rollfilmek megjelenésével széles körben elterjedt amatőr fényképezéshez, a Süss Gyár (későbbiekben Magyar Optikai Művek) által forgalomba hozott hordozható szelénes zseb fénymérőkhöz, több száz beépíthető kis Deprez mV mérőt gyártottak. 
A híradástechnikai berendezéseket készítő gyárak Standard Villamossági Rt., Telefongyár részéről az időközben kialakított 50, 65, és 85 mm átmérőjű új típusú bakelitházas műszerekre egyre több megrendelés érkezett. Különösen azután, hogy a Honvédség részére a kisebb nagyobb teljesítményű rövidhullámú hordozható rádióadó-vevők gyártása megkezdődött. Ezekből Törökországi szállítások is voltak.
Fehér cége részt vett az 1938-ban Berlinben megrendezett Nemzetközi Kézművesipari Kiállításon, amelyen 27 ország mutatta be a kézműves ipara termékeit. Fehér Ferenc a kiállított a Marschalko-féle viszkoziméterrel és egy ballisztikus tükrös galvanométerrel megnyerte a kiállítás vezetőségének a nagydíját. Ezt a nemzetközi kiállításon kapott díjat a hazai szaklapokban és a napi sajtóban széleskörűen nagy elismeréssel publikálták.
Az egyre szélesedő üzletkör lassan kinőtte a Váci-úti üzemet, de a szomszédos Bosch autószerviz is terjeszkedni akart és megvette a Váci úti bérleményt.

### Kispesten

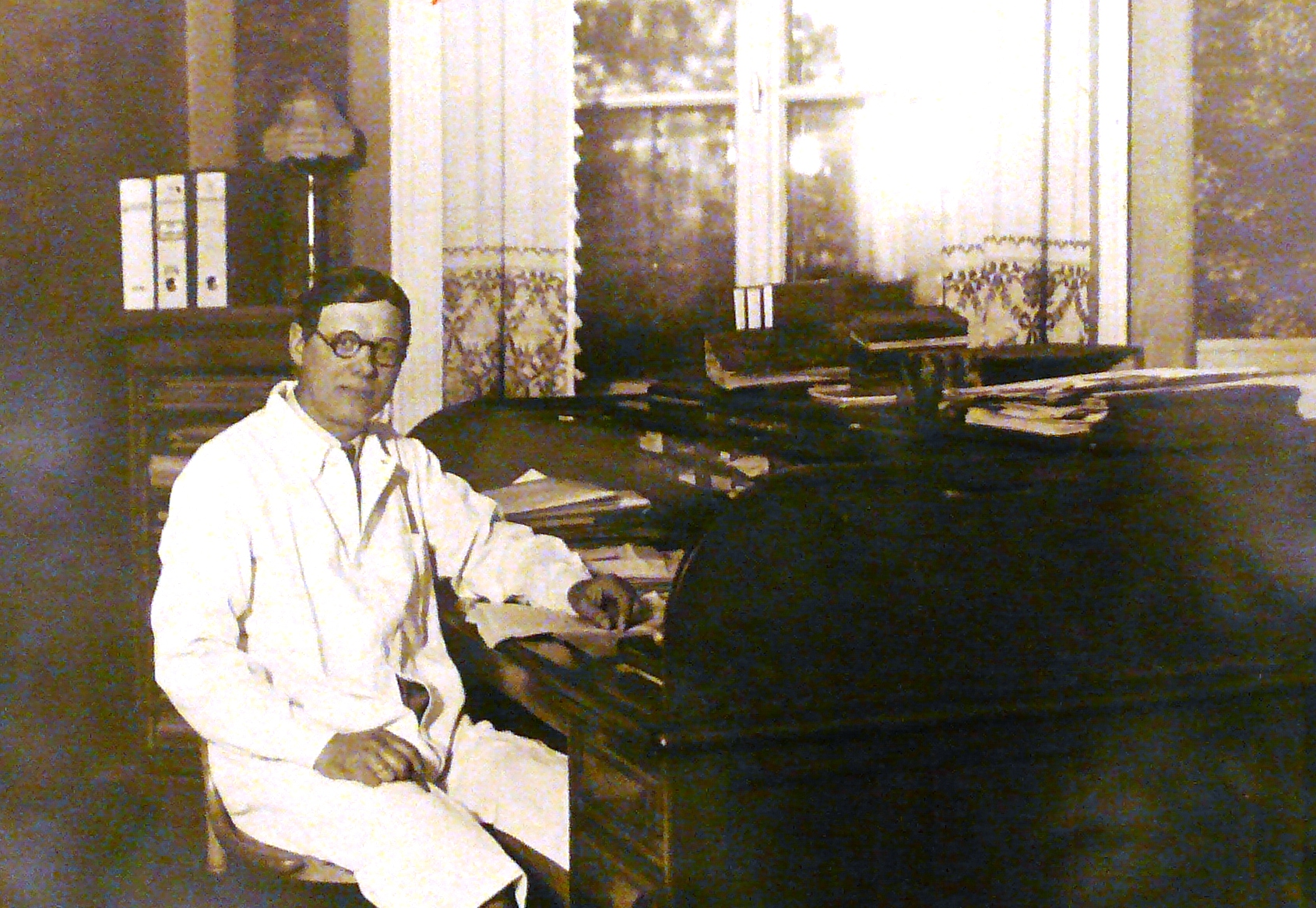
Fehér Ferenc a kispesti irodájában

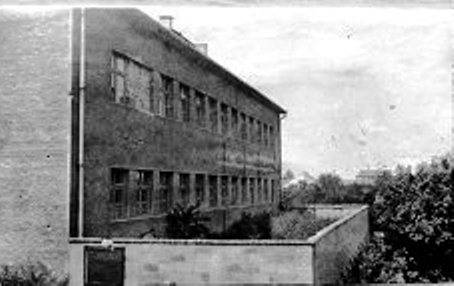
Fehér Ferenc Elektromos Finommechanikai Készülékek Gyárának új épülete

Fehér megvásárolta Kispesten az Üllői-út 64 szám alatti 1000 négyszögöles ingatlant, amelyen a meglévő földszintes egy szoba-konyhás elhanyagolt épületek helyén gépműhelyt, laboratóriumot, irodákat, raktárakat stb. alakított ki és üzemével 1940-ben ide költözött. A gyártelep bővítésére, Fehér az Ipari Munkaszervező Intézettől 300 ezer pengő állami kölcsönt kapott. A telek üres hátsó végén került felépítésre a 27x12 m. alapterületű 3 szintes új épület. Az alagsorban 140 személyes öltözők, mosdók, az előírás szerinti óvóhelyi megerősített kivitelben, és ide kerültek, a raktárak, a festő és a homokfúvó helyiségek. A félemeleti az új gépműhely, az első emeleten a szerelő műhelyek, a tetőtér is szerelőműhely céljára alkalmas formában került kialakításra. Az új üzemi épület 1943 szeptemberére készült el. Ezzel egyidejűleg kibővültek a laboratórium és a műszaki irodai és az adminisztrációs helyiségek is. A finommechanikai műszergyártáshoz korszerű új szerszámgépek beszerzésével, a megnövekedett gépi kapacitás lehetővé tette, hogy (a bakelitsajtoló szerszámokon kívül), az alkatrészek tömeggyártásához az új típusok szükséges sajtoló és egyéb szerszámokat a cég saját maga készítse el.
A bővítés és a fokozódó gyárszerű termelés indokolták a cég nevének megváltoztatását. A cég neve a Pest-vidéki Királyi Törvényszék jóváhagyásával, egyéni tulajdonú cégként felvette a „Fehér Ferenc Elektromos Finommechanikai Készülékek Gyára” nevet.
A híradástechnikai műszerek mellett Fehér cége a Magyar Posta részére távíró és telefon alkatrészeket is készített. Ilyen volt a hazai telefonközpontok részére az interurbán távolsági beszélgetések elszámolásárnak rögzítésére szolgáló 25 db kalkulográf óra is.
Hasonló finommechanikai szerkezet készült a MÁV részére. A MÁV főmérnöke Bereznai Oszkár, a vágányok ellenőrzésére egy olyan érzékeny sínnyúlás mérőt tervezett, amely a sínen áthaladó különböző súlyú szerelvényeknél a sín anyagának a rugalmassági határán túl történő elváltozásának a vizsgálataira volt alkalmas. A nagyon kisméretű elváltozásokat optikával felnagyítva és regisztrálva ellenőrizhetővé vált a sínek anyagának minősége, és annak megfelelő méretezése. Az érzékelők, a szabadtéri vágányok és a hidakra lefektetett sínek mérésére is alkalmas kivitelben készültek.

### A haditermelés
Az olasz gyártmányú Nistri légi fényképek gyakori meghibásodása miatt átalakításra került a sorozatfelvételeket vezérlő készülék mechanikus meghajtása villanymotoros működtetésűre. Hasonló gondok adódtak a fotógéppuskák mechanikus működtetésével is. 
Fehér elkészítette egy korszerűbb villamos működtetésű fotógéppuska mintapéldányát, amelyet a Honvédségi Kísérleti Intézet a kipróbálása és jóváhagyása után rendszeresített, és 150 db-t megrendelt, amelyből 50 db 1944 áprilisában elkészült. Mivel a gyártmányok jelentős része közvetve hadászati berendezések részét képezte a Fehér céget is a Honvédelmi Minisztérium 17/r. osztálya hadiüzemmé nyilvánította. A közeli vállalatokkal (Hungaria Jacquard Selyemszövő Gyár, Biehn Kátrány Gyár, Pártos és Társa Feszmérőgyár) közös katonai parancsnok felügyelete alá került. 
A Magyar Siemens Művek által gyártott katonai vivőfrekvenciás telefonkészülékekhez kisméretű bakelit házas új típusú mikroampermérők kerültek szállításra.
Elkészült a Szilvay Kornél által szabadalmaztatott, a repülőgép benzinek a víztelenítésére szolgáló leválasztó berendezés mintapéldánya, amelyet a későbbiekben szerelvénygyártó üzemek több méretben gyártottak. 
A Honvédelmi Minisztérium a Csepeli Messerschmidt repülőgép gyártási program keretében megbízást adott a Hartmann & Braun cég által gyártott üzemanyag mérőműszer készítésére. A Deprez rendszerű kereszttekercses műszer eredeti tervdokumentációja alapján a gyártáshoz szükséges felszerszámozás elkészült, és az alkatrészek egy szériája is legyártásra került, de a szerelésekre már nem került sor.
Az 1944 áprilisában megkezdődött légitámadásoknál az időszakosan megszűnt közszolgáltatások (víz, áram, közlekedés) és nyersanyaghiány  miatt egyre több zavart okoztak a gyár termelésében. Akadozott az elkészült, kiszállított műszerek kifizetése is. 
A Fehér gyár 1944 végén nem került kitelepítésre, mert a Légoltalmi Kormánybizottság az üzemet egy budafoki gombapincébe akarta kitelepíteni, de ezt Fehér nem fogadta el azzal, hogy ennek közel 100%-s nedvesség tartalmú légköre és közmű ellátatlansága nem alkalmas a híradástechnikai és repülő finommechanikai műszerek készítésére. 1944 novemberétől a Vecsés irányából közeledő harcok a termelést egyre jobban akadályozták és december közepén a gyakori ágyútűz és repülőtámadások miatt az üzem leállt.
1945. január 4-én az Üllői úti épületeket szovjet bombatámadás érte (irodák, laboratórium, Fehér lakóháza), amely az épületekben és a berendezésekben súlyos károkat okozott. A harci cselekményeknek személyi áldozata nem volt. Fehér és családja, a gyár környékbeli dolgozói és ismeretlen környékbeliek kb. 100 fő az új épület óvóhelyén húzódtak meg az első szovjet katonaság január 10-i megérkezéséig.

## A háború után
Az első napokban megérkező szovjet csapatok kiüríttettek néhány helyiséget, amelyet élelmiszer raktár céljára lefoglaltak és állandó őrséggel biztosítottak. Megkezdődött a romok eltakarítása és az ideiglenes jellegű helyreállítások. Az épületkárokon kívül a vállalat 7 db szerszámgépet, egy személygépkocsit veszített.
Január 20-án a Szovjet Katonai Parancsnokság tisztjei megtekintették az üzemet és gyártmányait, és lefoglalták a szovjet hadsereg részére. A termelés irányításával Fehér Ferencet bízták meg, és mellé- rendelték Kokov szovjet főhadnagy katonai parancsnokot, aki sokban segítségére volt az üzem megindításában.
Obranovics őrnagy február 6-án átadott Fehérnek egy fatokos szovjet gyártmányú, a szovjet Beado távíró rendszerben használatos Deprez differenciál  mA-mérőt azzal, hogy ebből 500 db-t sürgősen gyártasson le. Fehér a gyártást csak úgy vállalta, hogy azt a saját anyaguk felhasználásával fémtokos kivitelben készítik el, abban az esetben, ha mielőbb biztosítják az üzem villamos ellátását és a mágnes anyag beszerzését. Obranovics ezeket megígérve, kérte egy mintadarab mielőbbi elkészítését, mivel csak a moszkvai jóváhagyás után lehet az 500 darabot legyártani. A gyorsan elkészített mintát kis változtatással Moszkvában jóváhagyták.
A kispesti harci cselekmények elvonultával és a romok eltakarítása után, a gyár környékbeli dolgozóival megkezdődött a termelőmunka. A Beado műszerek elkészülése után a Szovjet Hadsereg még 200 db zsebműszert rendelt meg. Ezek leszállítása után a gyár lefoglalását megszüntették. A továbbiakban 1945 év végéig a munkák zömét a Postai létesítmények háborúban megsérült műszereinek javítása képezték. 1946-ban a Standard Villamossági megrendelte a 135 kW teljesítményű Lakihegyi, és a szolnoki új magyar rádióadók vezérlő termeinek és vezérlő pultjainak műszereit. Ezeken kívül szovjet jóvátételre további öt ilyen rádióadó berendezés készült. Rövidesen az Orion és Elektronikus műszergyár által gyártott csővoltmérőkhöz, hullám mérőkhöz több száz 85 és 125 mm-es 100 és 200 mikroamperes méréshatárú Deprez műszer készült jóvátételi megrendelésekre.
A háború után nagy gondot okozott az évtizedekig együtt dolgozó, jól képzett törzsgárdának a hiánya. A háború után a közlekedési, családi, kitelepítési és más okokból ezen dolgozók száma nagyon lecsökkent. Új szakembereket kellett a legközelebbi környezetből felvenni. Ezek az új dolgozok a fennálló élelmiszerhiány, óriási infláció és pártpolitikai hatásra elégedetlen viselkedésükkel zavarták a nyugodt termelő munkát. A megalakult Üzemi Bizottságot főként az újonnan belépő szakmunkások alkották. A vállalat egyébként is forgótőke hiánnyal küszködött, mert a háborús körülmények miatt sok már korábban leszállított termék nem került kifizetésre. Az Üzemi Bizottság a Vasas Szakszervezetnél feljelentette Fehért azzal, hogy gátolja a Bizottság munkáját. Megkezdték a könyvelés átvizsgálását, és megindult a megfélemlítés. Bár Fehér semelyik pártnak soha nem volt tagja, és ezt 1945-ben politikailag igazolták, 1946 elején néhány napra az Andrássy út 60-ban az ÁVH foglya volt. Az ott vele történtekről haláláig nem volt hajlandó beszélni. Ezt követően 1946. február 19-én minden bírósági tárgyalás és ítélet nélkül rendőrségi felügyelet alá helyezték. A rendőrségi felügyeletet csak többszöri fellebbezés után hat hónap múlva szüntették meg. Az ÜB-nak feltehetőleg része lehetett a cég korai államosításában is, mivel a hasonló 100 fő alatti cégeket csak 1950-es években államosították.
Fehér 1946-ban cége megalapításának 25 éves jubileumára egy magyar, német és angol nyelvű gyártmányismertetőt adott ki, amely képekkel, méretekkel,, típusszámmal és mérési értékekkel mutatta be gyártmányait. Ezzel elsősorban a cég exportra irányuló szállítási lehetőségeit kívánta elérni.
A háború után a Budapesten rendezett első Ipari Kiállításon egy szépen kialakított standon mutatta be műszer típusait és egyéb finommechanikai készülékeit.
A Belgrádi Rádiótól kisebb tételű próbarendelés érkezett az egyes műszertípusokra
Fehér Ferencet a Magyar Iparoktatási Főigazgató 1946. május 28-án megbízta a Tankerületi Főigazgatóság felügyeleti bizottságában a szakfelügyelői feladatok ellátásával. 
1946-ban Fehér vállalta a Magyar Iparoktatási Főigazgatóság által engedélyezett a Kandó Kálmán Villamos Ipari Dolgozók Szakközépiskolájának kispesti tagozata részére a helyiség, fűtés, világítás és az egyéb dologi eszközök költségeit. Az oktatás a Kandó Kálmán főiskola szaktanáraival 26 tanuló részvételével még abban az évben megkezdődött.
1947 végén export lehetőségek megszerzése céljából a Magyar Vasművek és Gyárak Országos Egyesülete felhívására a cég egy erre a célra készült szépen kialakított szekrényben és prospektusokon mutatta be a Stockholmban megrendezett magyar minőségi ipari kiállításon 22 típusból álló műszer választékát. 
Fehér személyesen is kiutazott Stockholmba, ahol tárgyalásokat folytatott svéd műszergyárral és több ezer műszer szállítására előrendelést kapott, amelyet több száz mintasorozat jóváhagyása után véglegesítenek.
A Svenska Orion céggel műszereire képviseleti szerződést kötött. A svéd export lehetőségek azonban a néhány hónap után a Fehér gyár államosításával nem realizálódtak. 
A stockholmi utazás során alakult ki a Lengyel Pénzjegynyomdával tárgyalás, több száz gépi nyomdai számozógép szállítására. Ezeket Fehér hazatérése után meg is rendelték és a gyár az államosítást követő időben legyártotta és kiszállításra került.
A Fehér gyárat 1948. április 16-án az 1948/XXV. törvénycikk alapján államosították. A vállalat vezetésével az Üzemi Bizottság egyik tagját Ittaly Ferenc műszerészt bízták meg. Fehér Ferencnek, mint a gyár igazgatójának a pénztárkulcsok átadása után el kellett hagynia a vállalatot. Ferenc fia, aki 1944-től üzemvezetőként dolgozott, 1949 januárjáig, az EKA műszerrészlegének az idetelepítéséig még ebben a beosztásában itt maradhatott. Az EKA műszerrészlegének átköltözésekor felszólították Fehér Ferencet és családját, hogy a saját tulajdonú lakásaikat a gyár bővítéséhez adják át. Helyette a kispesti Árpád utcában egy bérlakásba kellett elköltözniük.

## A gyár utáni élete
Fehér Ferenc, mint tulajdonos semmiféle kárpótlásra nem volt jogosult. További 10 évig, 70 éves koráig kellett dolgoznia a nyugdíjjogosultság megszerzéséhez. Nehezítette munkáját, hogy ez alatt az idő alatt olyan államosított vállalatokhoz helyezték főmérnöki beosztásba, ahol a hatalmon lévők gyakran a volt „tőkés” intézkedéseit időnként tudatosan akadályozták.
Mint elismert szakembert a Híradástechnikai Igazgatóság 1948. június 10-én kinevezte a Svéd és Társa (a későbbi Kaliber Vállalat) üzemvezető főmérnökének. 1950 március 25-én A Nehézipari Igazgatóság IV. Főosztálya a Tűzvédelmi Berendezések Gyárához műszaki vezető főmérnöknek. A KGM Műszeripari Igazgatósága a Geofizikai Műszergyárba helyettes igazgató főmérnöknek nevezte ki, ahol később 1957 március 1-től szaktanácsadóként, és kereskedelmi osztályvezetőként dolgozott 1958. július 15-ig, nyugdíjazásáig. Nyugdíjas évei alatt két évig a Tűzvédelmi Vállalatnál szaktanácsadóként dolgozott.
1967 őszén egy hirtelen jött bevérzés miatt sürgős vastagbél műtéten esett át. Sajnos a rosszindulatú daganat eltávolítása után 1968 nyarára kissé megerősödött, majd állapota hónapról-hónapra rosszabbodott és 1969. december 24-én elhunyt. A Kispesti Új Köztemetőben van eltemetve.

## Galéria[3]

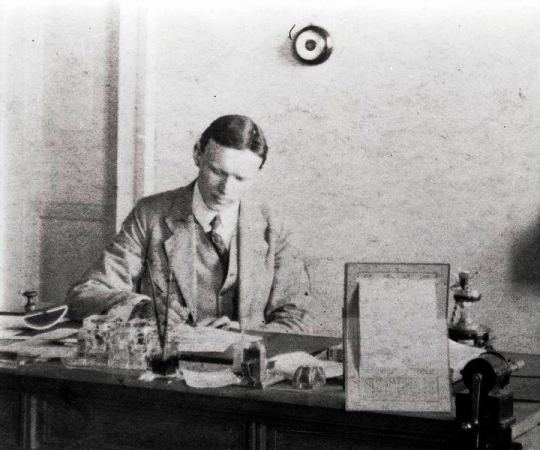
Fehér Ferenc a Posta Kísérleti Állomás dolgozója
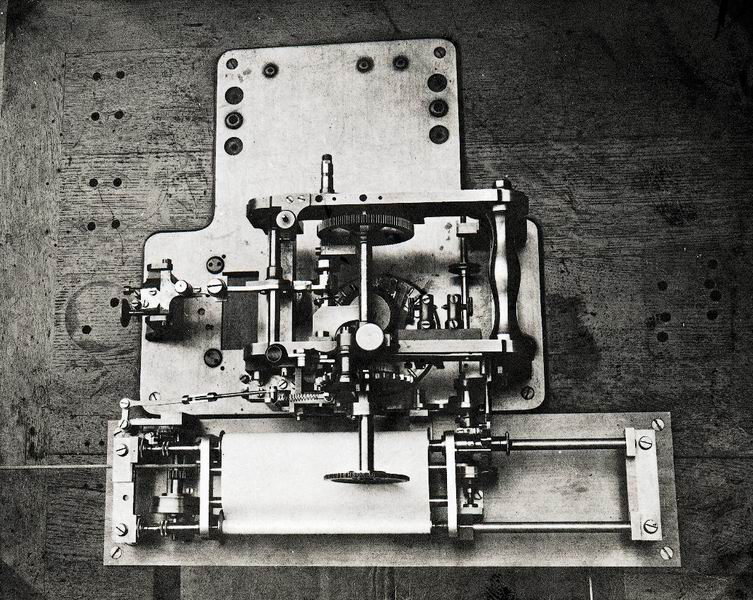
Lapra író Hughes-távíró újítási példánya
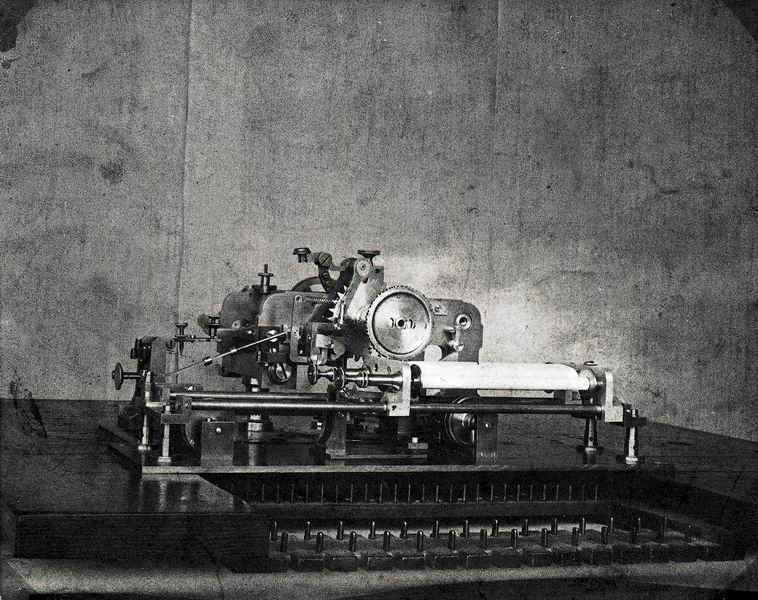
Lapra író Hughes-távíró újítási példánya
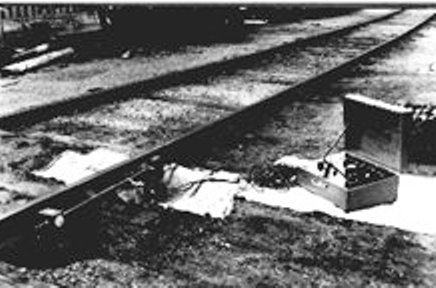
Sínnyúlásmérő a terepen
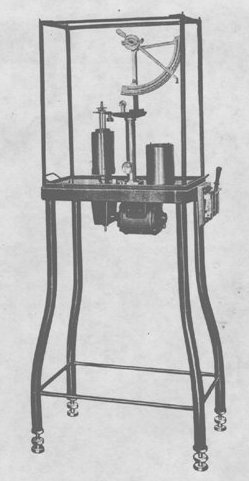
Marschalko viszkoziméter
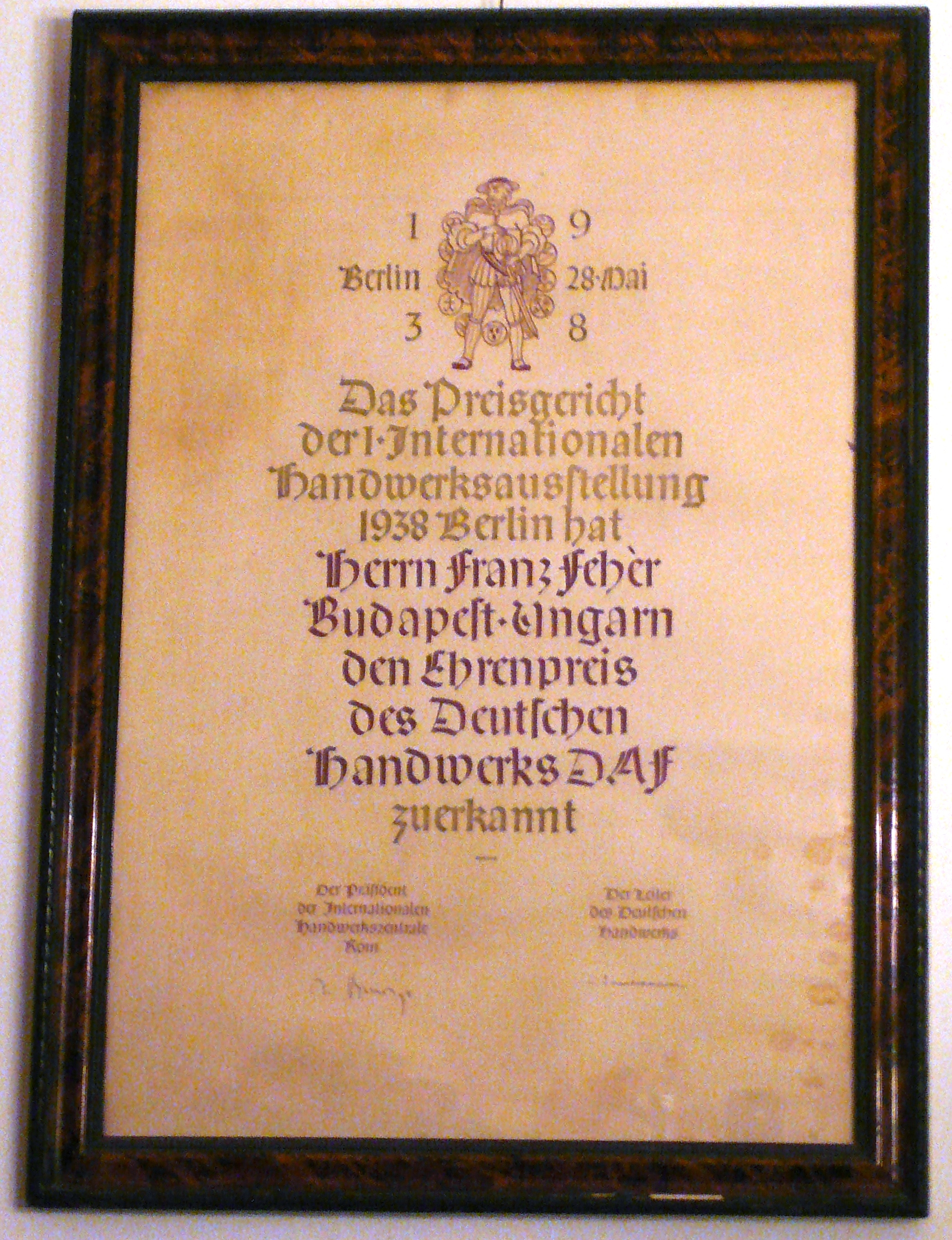
Az 1938-as berlini kiállítás nagydíja
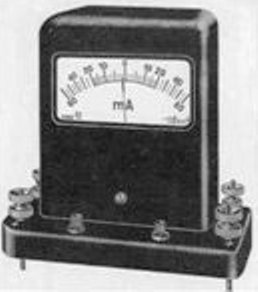
Szovjet gyártmányú Beadó differenciál mA mérő
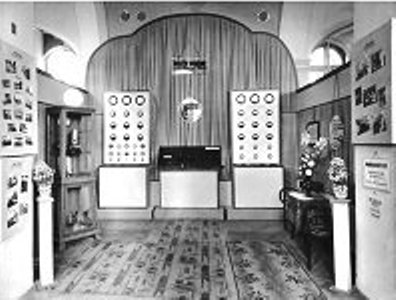
Budapesti Ipari Kiállítás 1946
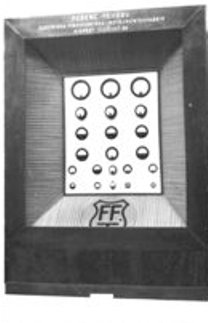
Stockholmi kiállítás tárlója
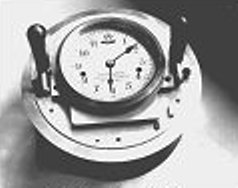
Kalkulográf óra
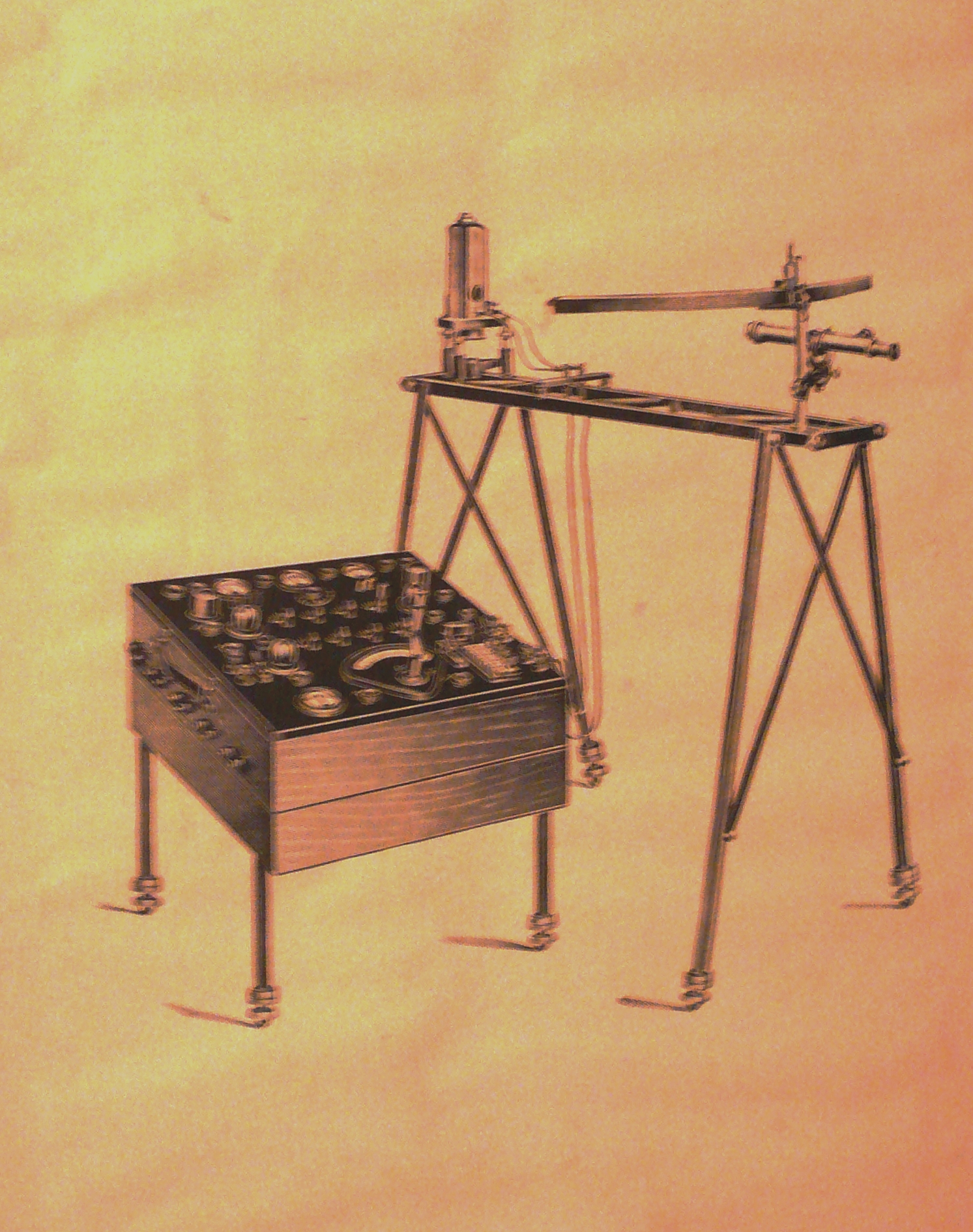
Jáky lövedék sebességmérő
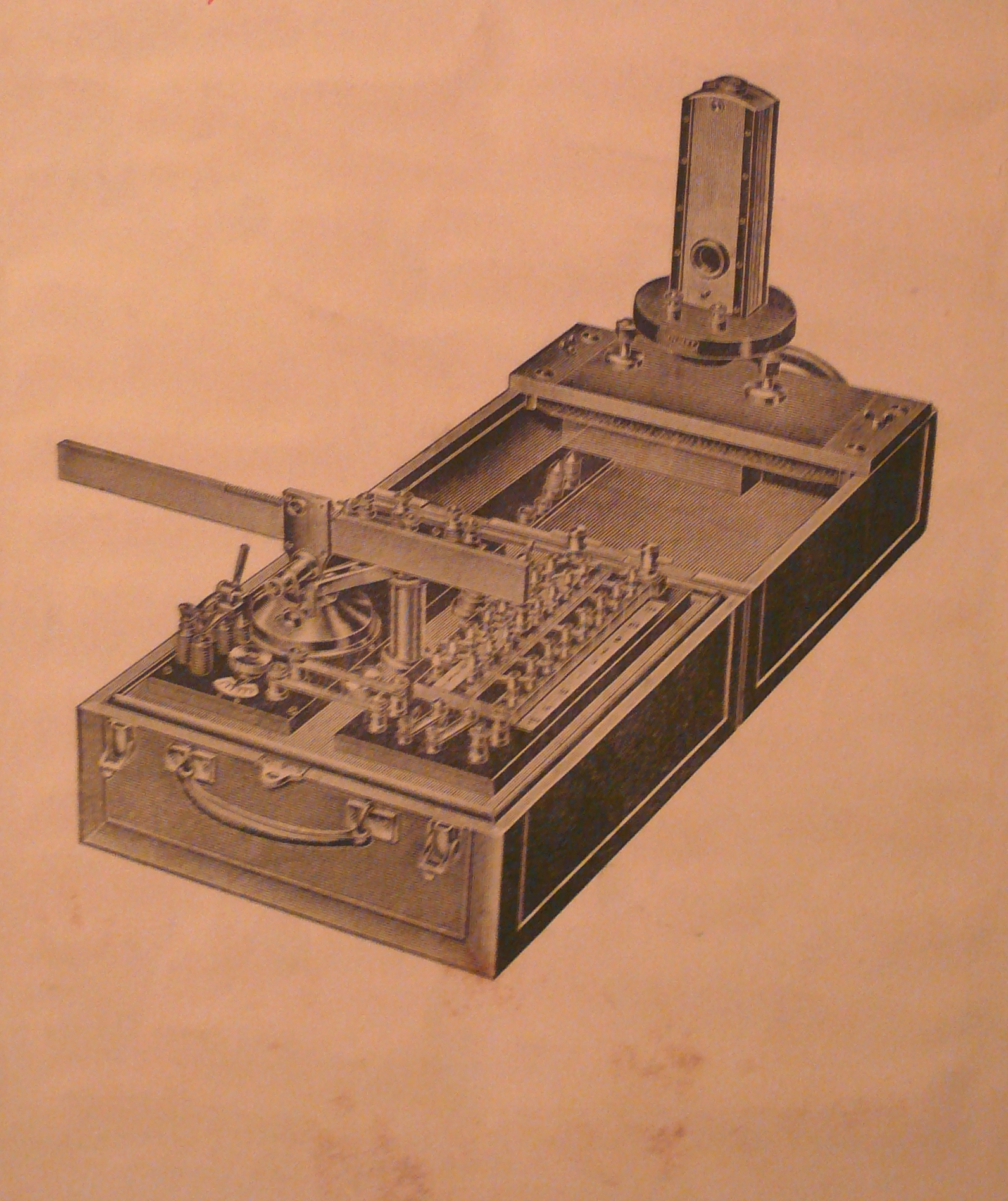
Szvetics Emil kábelmérő berendezése